# Liste der Naturdenkmale im Rheinisch-Bergischen Kreis

Rheinisch-Bergischer Kreis

Die Liste der Naturdenkmale im Rheinisch-Bergischen Kreis enthält die Naturdenkmale im Rheinisch-Bergischen Kreis in Nordrhein-Westfalen.

## Innenbereich
Der Kreis hat für den Innenbereich Ende 2007 die folgenden Naturdenkmale festgelegt. Weitere Ergänzungen folgten.
| Bild | lfd. Nr. | Nr.          | Bezeichnung des Naturdenkmals                                                                                     | Gemeinde          | Gemarkung         | Flur | Flurstück      | Lagebeschreibung                                                | Anmerkungen |
| --- | -------- | ------------ | --- | ----------------- | ----------------- | ---- | -------------- | --------------------------------------------------------------- | ----------- |
| | 1        | LE_2.3(I)-1  | 1 Blutbuche (ND 118) Fagus sylvatica atropunicea                                                                  | Leichlingen       | Leichlingen       | 1    | 29             | Hinter dem Schulgebäude Schulzentrum „Am Hammer“ in Leichlingen |             |
| | 2        | BU_2.3(I)-2  | 1 Atlaszeder (ND 120) Cedrus atlantica                                                                            | Burscheid         | Burscheid         | 73   | 522            | Im Vorgarten des Anwesens Hauptstraße 101                       |             |
| | 3        | BU_2.3(I)-3  | 1 Winterlinde (ND 121) Tilia cordata                                                                              | Burscheid         | Burscheid         | 73   | 505            | Vor dem ev. Gemeindehaus in Burscheid                           |             |
| | 4        | BU_2.3(I)-4  | 1 Blutbuche (ND 125) Fagus sylvatica atropunicea                                                                  | Burscheid         | Burscheid         | 32   | 104            | Auf dem Friedhof an der Altenberger Straße                      |             |
| | 5        | BU_2.3(I)-5  | 1 Blutbuche (ND 127) Fagus sylvatica atropunicea                                                                  | Burscheid         | Burscheid         | 72   | 343            | Vor dem Anwesen Hauptstraße 115                                 |             |
| | 7        | WE_2.3(I)-7  | 1 Mammutbaum (ND 209) Sequoia gigantea                                                                            | Wermelskirchen    | Dorfhonnschaft    | 32   | 305            | Im Park der Fa. Flöring & Co Jörgensgasse                       |             |
| | 8        | WE_2.3(I)-8  | 1 Mammutbaum (ND 210) Sequoia gigantea                                                                            | Wermelskirchen    | Dorfhonnschaft    | 33   | 210            | In der Grünanlage an der Oberen Remscheider Straße              |             |
| | 9        | WE_2.3(I)-9  | 1 Stieleiche (ND 214) Quercus robur                                                                               | Wermelskirchen    | Oberhonnschaft    | 15   | 190            | Am Feuerwehrhaus in Eiprinhausen                                |             |
| | 10       | WE_2.3(I)-10 | 1 Rosskastanie (ND 215) Aesculus hippocastanum                                                                    | Wermelskirchen    | Dorfhonnschaft    | 32   | 367            | Im Hof des Amtsgerichts Telegrafenstraße 17                     |             |
| | 11       | OD_2.3(I)-11 | 1 Stieleiche (ND 414) Quercus robur                                                                               | Odenthal          | Unterodenthal     | 7    | 3150           | Vor dem Haus Mutzbroicher Str. 35-37 in Voiswinkel              |             |
| | 12       | GL_2.3(I)-12 | Karstquelle (ND 608)                                                                                              | Bergisch Gladbach | Sand              | 5    | 1531           | in Kaltenbroich                                                 |             |
| | 13       | GL_2.3(I)-13 | 1 Stieleiche (ND 611) Quercus robur                                                                               | Bergisch Gladbach | Gronau            | 13   | 200            | Auf dem Eichplatz im Gronauerwald                               |             |
| | 14       | GL_2.3(I)-14 | 1 Rotbuche (ND 612) Fagus sylvatica                                                                               | Bergisch Gladbach | Gronau            | 9    | 45             | Gronauer Waldweg 39                                             |             |
| Bild gesucht Die Wikipedia wünscht sich an dieser Stelle ein Bild vom hier behandelten Ort. Falls du dabei helfen möchtest, erklärt die Anleitung , wie das geht. BW | 15       | GL_2.3(I)-15 | 1 Blutbuche (ND 613) Fagus sylvatica Atropunicea                                                                  | Bergisch Gladbach | Bensberg-Freiheit | 6    | 710            | Vor dem Anwesen Kölner Straße 52                                |             |
| Bild gesucht Die Wikipedia wünscht sich an dieser Stelle ein Bild vom hier behandelten Ort. Falls du dabei helfen möchtest, erklärt die Anleitung , wie das geht. BW | 16       | GL_2.3(I)-16 | 1 Hängebuche (ND 614) Fagus sylvatica Pendula                                                                     | Bergisch Gladbach | Bensberg-Freiheit | 6    | 1152           | In der Grünanlage des Anwesens Kölner Straße 34                 |             |
| | 17       | GL_2.3(I)-17 | 1 Platane (ND 616), 1 Rotbuche Platanus hybrida, Fagus sylvatica                                                  | Bergisch Gladbach | Bensberg-Freiheit | 7    | 554            | Auf dem Grundstück Gladbacher Straße 8                          |             |
| | 18       | GL_2.3(I)-18 | 2 Rosskastanien (ND 617) Aesculus hippocastanum                                                                   | Bergisch Gladbach | Herkenrath        | 1    | 1564, 1565     | Vor der kath. Kirche in Herkenrath                              |             |
| | 19       | GL_2.3(I)-19 | Ehemaliger Steinbruch (ND 619) Bergisch Gladbach im Oberen Plattenkalk                                            | Bergisch Gladbach | Gladbach          | 17   | 379            | Wilhelmshöhe                                                    |             |
| | 20       | GL_2.3(I)-20 | 1 Mammutbaum (ND 620) Sequoia gigantea                                                                            | Bergisch Gladbach | Refrath           | 1    | 439/62         | Im Vorgarten des Anwesens Waldgürtel 7                          |             |
| | 21       | GL_2.3(I)-21 | 1 Blutbuche (ND 623) Fagus sylvatica atropunicea                                                                  | Bergisch Gladbach | Gladbach          | 17   | 181            | auf dem Spielplatz an der Lochermühle                           |             |
| | 22       | GL_2.3(I)-22 | 1 Esskastanie (ND 624) Castenea sativa                                                                            | Bergisch Gladbach | Bensberg-Freiheit | 12   | 302            | Kauler Straße 18                                                |             |
| | 23       | RO_2.3(I)-23 | 1 Blutbuche (ND 702) Fagus sylvatica                                                                              | Rösrath           | Forsbach          | 5    | 1824           | In Forsbach auf dem Grundstück Bensberger Straße 246            |             |
| | 24       | RO_2.3(I)-24 | 1 Stieleiche (ND 707) Quercus robur                                                                               | Rösrath           | Hasbach           | 5    | 30             | Auf dem Hofgelände Eicherhof in Rösrath-Scharrenbroich          |             |
| | 25       | KU_2.3(I)-25 | Baumgruppe (ND 508), 1 Sommerlinde, 4 Winterlinden, 1 Rotbuche Tilia Platyphyllos, Tilia cordata, Fagus sylvatica | Kürten            | Dürscheid         | 2    | 1901,1779,2423 | Jakobuskapelle Spitze                                           |             |
| | 26       | OD_2.3(I)-26 | 1 Winterlinde (ND601) Tilia cordata                                                                               | Odenthal          | Oberodenthal      | 14   | 328/90         | Untereikamp                                                     |             |
| weitere Bilder | 27       | BU_2.3(I)-27 | 1 Roßkastanie (ND 109) Aesculus hippocastanum                                                                     | Burscheid         | Burscheid         | 10   | 19             | Herkensiefen                                                    |             |

## Außenbereich

### Bergisch Gladbach
Die Naturdenkmale im Außenbereich von Bergisch Gladbach sind im Landschaftsplan „Südkreis“ im Satzungsbeschluss März 2008 festgelegt.
| Bild | Nr.      | Bezeichnung des Naturdenkmals | Lage | Beschreibung | Anmerkungen |
| --- | -------- | ----------------------------- | --- | --- | ----------- |
| | GL_2.3-1 | Linde bei Oberthal            | in Oberthal 51° 0′ 54″ N, 7° 11′ 53″ O                                                                     | Die Schutzausweisung erfolgt zur Erhaltung einer sehr alten, sehr großen landschaftsbildprägenden Linde. |             |
| | GL_2.3-2 | Steinkaule                    | nordwestlich Herrenstrunden 51° 0′ 28″ N, 7° 10′ 12″ O                                                     | Die Schutzausweisung erfolgt zur Erhaltung und Entwicklung eines aufgelassenen Steinbruches. Das Naturdenkmal umfasst das seit langer Zeit aufgelassene Steinbruchgelände mit seinen übererdeten Abbauwänden und kleinen Halden. Das Gebiet befindet sich in einem fortgeschrittenen Regenerationsstadium zurück zum orchideenreichen Kalkbuchenwald. |             |
| | GL_2.3-3 | Steinbruch bei Großbüchel     | westlich Großbüchel 51° 0′ 35″ N, 7° 10′ 18″ O                                                             | Die Schutzausweisung erfolgt zur Erhaltung und Entwicklung eines aufgelassenen Steinbruches. Das Naturdenkmal umfasst den aufgelassenen Steinbruch mit der ostexponierten Felswand (Oberer Plattenkalk) und der teils vernässten Steinbruchsohle. |             |
| Bild gesucht Die Wikipedia wünscht sich an dieser Stelle ein Bild vom hier behandelten Ort. Falls du dabei helfen möchtest, erklärt die Anleitung , wie das geht. BW | GL_2.3-4 | Steinbruch bei Herrenstrunden | nördlich Herrenstrunden 51° 0′ 35″ N, 7° 10′ 44″ O                                                         | Die Schutzausweisung erfolgt zur Erhaltung und Entwicklung eines aufgelassenen Steinbruches. Das Naturdenkmal umfasst den aufgelassenen Steinbruch mit Felswänden und der als Weide genutzten Steinbruchsohle. |             |
| | GL_2.3-5 | Strundequelle                 | am Nordrand von Herrenstrunden 51° 0′ 28″ N, 7° 10′ 59″ O                                                  | Die Schutzausweisung erfolgt zur Erhaltung einer (gefassten) Karstquelle in den Bücheler Schichten. |             |
| | GL_2.3-6 | Steinbruch im Lohseifen       | zwischen Dombach und Sand südlich 50° 59′ 34″ N, 7° 9′ 15″ O                                               | Die Schutzausweisung erfolgt zur Erhaltung und Entwicklung eines aufgelassenen Steinbruches. Das Naturdenkmal umfasst den aufgelassenen Steinbruch mit der ostexponierten Felswand (Oberer Plattenkalk) und der teils vernässten Steinbruchsohle. |             |
| | GL_2.3-7 | Eschen bei Breite             | an einem Feldweg zwischen Breite und Herkenrath 50° 59′ 14″ N, 7° 10′ 52″ O                                | Die Schutzausweisung erfolgt zur Erhaltung von 2 landschaftsbildprägenden Eschen. |             |
| | GL_2.3-8 | Baumreihe am Klausenberg      | nördlich Thomas-Morus-Akademie zwischen Bensberg und Moitzfeld bei Klausenberg 50° 57′ 47″ N, 7° 10′ 10″ O | Die Schutzausweisung erfolgt zur Erhaltung einer in besonderem Maße landschaftsbildprägenden Baumreihe aus 7 Stieleichen und 1 Rotbuche. |             |

### Burscheid
Die Naturdenkmale im Außenbereich von Burscheid sind im Landschaftsplan „Burscheid und Leichlingen“ im Satzungsbeschluss April 2014 festgelegt.
| Bild | Nr.       | Bezeichnung des Naturdenkmals   | Lage                                            | Beschreibung | Anmerkungen |
| ---- | --------- | ------------------------------- | ----------------------------------------------- | --- | ----------- |
|      | BU_2.3-01 | 1 Hülse (Ilex aquifolium)       | Westlich Burscheid-Oberwietsche                 | Die Schutzausweisung erfolgt zur Erhaltung einer markanten, alten, weitgehend freistehenden Hülse (Ilex aquifolium).                                                |             |
|      | BU_2.3-02 | 1 Atlaszeder (Cedrus atlantica) | Bei Burscheid-Linde an der B 51                 | Die Schutzausweisung erfolgt zur Erhaltung einer markanten, alten, das Landschaftsbild prägenden Atlaszeder.                                                        |             |
|      | BU_2.3-03 | 1 Winterlinde (Tilia cordata)   | Südwestl. Burscheid-Dürscheid; am „Spiegelhof“. | Die Schutzausweisung erfolgt zur Erhaltung einer markanten, alten großkronigen, das Landschafts- und Ortsbild prägenden Winterlinde.                                |             |
|      | BU_2.3-04 | 2 Eiben                         | Im Eifgenbachtal bei Bökershammer               | Die Schutzausweisung erfolgt zur Erhaltung zweier sehr markanter, alter und skurril in der Aue des Eifgenbaches verwurzelter, das Landschaftsbild prägender, Eiben. |             |
|      | BU_2.3-05 | Steinbruch Bökershammer         | im Eifgenbachtal bei Bökershammer               | Die Schutzausweisung erfolgt zur Erhaltung und Pflege von gefährdeten Lebensräumen eines ehemaligen Steinbruchs und Geländeaufschlusses.                            |             |
|      | BU_2.3-06 | 2 ehemalige Niederwaldbuchen    | Nordwestlich Bökershammer                       | Die Schutzausweisung erfolgt zur Erhaltung zweier markanter, alter, ehemaliger Niederwaldbuchen.                                                                    |             |

### Kürten
Die Naturdenkmale im Außenbereich von Kürten sind im Landschaftsplan „Kürten“ im Satzungsbeschluss Juni 2012 festgelegt.
| Bild | Nr.       | Bezeichnung des Naturdenkmals               | Lage                                                                                | Beschreibung | Anmerkungen |
| ---- | --------- | ------------------------------------------- | ----------------------------------------------------------------------------------- | --- | ----------- |
|      | KU_2.3-1  | Eichenbuche bei Kotzberg                    | nordwestlich Kotzberg Auf der Dellen 51° 3′ 51″ N, 7° 13′ 20″ O                     | Die Schutzausweisung erfolgt insbesondere aufgrund des Erscheinungsbildes des hohen Alters und der landschaftsästhetischen Bedeutung sowie als dendrologische Rarität. |             |
|      | KU_2.3-2  | Orchideenwiese am Oberhang                  | westlich Meißwinkel 51° 3′ 54″ N, 7° 13′ 49″ O                                      | Die Schutzausweisung erfolgt insbesondere zum Erhalt und Pflege gefährdeter Pflanzenarten, Pflanzengesellschaften und Biotoptypen (ua. Nasswiese, Quelle, Quellflur). |             |
|      | KU_2.3-3  | 1 Winterlinde                               | zwischen Dicke und Burgheim bei Kahlenberg 51° 4′ 13″ N, 7° 17′ 36″ O               | Die Schutzausweisung erfolgt zur Erhaltung einer alten ortsbildprägenden Winterlinde an einem Feldweg östlich Dicke. |             |
|      | KU_2.3-4  | Felshang mit Schluchtwald bei Nassenstein   | östlich Nassenstein 51° 4′ 4″ N, 7° 19′ 14″ O                                       | Die Schutzausweisung erfolgt zur Erhaltung und Pflege von gefährdeten Lebensräumen zu einem Geländeaufschluss mit Schluchtwaldcharakter. Das Naturdenkmal umfasst Felswände mit einem naturnahen Schluchtwald und ist Lebensraum von gefährdeten Farnarten.                                                                            |             |
|      | KU_2.3-5  | 1 Stieleiche an Geländekante                | südlich Keffermich 51° 2′ 28″ N, 7° 11′ 27″ O                                       | Die Schutzausweisung erfolgt zur Erhaltung einer markanten Stieleiche im Talhang des Kochsfelder Baches Die Stieleiche befindet sich im Naturschutzgebiet N 2.1-6 Scherfbachtal. |             |
|      | KU_2.3-6  | 1 Esskastanie                               | nördlicher Ortsrand von Olpe an der Straße Zum Wiedenhof 51° 2′ 50″ N, 7° 17′ 7″ O  | Die Schutzausweisung erfolgt zur Erhaltung einer markanten Esskastanie im Ortsrandbereich von Kürten-Olpe. |             |
|      | KU_2.3-7  | 1 Lebensbaum                                | nördlicher Ortsrand von Olpe an der Straße Zum Wiedenhof 51° 2′ 47″ N, 7° 17′ 10″ O | Die Schutzausweisung erfolgt zur Erhaltung eines markanten großkronigen Lebensbaumes im Ortsrandbereich von Kürten-Olpe. |             |
|      | KU_2.3-8  | Lindenallee                                 | entlang der L 146 zwischen Olpe und Forsten 51° 2′ 51″ N, 7° 17′ 45″ O              | Die Schutzausweisung der Lindenallee erfolgt aufgrund ihrer besonderen Ausprägung in einen kulturhistorischen Landschaftsraum, ihrer herausragenden Schönheit und Landschaftsbildfunktion. Das Naturdenkmal besteht aus einer straßenbegleitenden Allee mit 109 Bäumen beidseitig eines ca. 970 m langen Straßenabschnittes der L 146. |             |
|      | KU_2.3-9  | 1 Stieleiche                                | am südlichen Ortsausgang von Forsten 51° 3′ 15″ N, 7° 17′ 10″ O                     | Die Schutzausweisung erfolgt insbesondere aufgrund des Erscheinungsbildes, des hohen Alters und der landschaftsästhetischen Bedeutung. Einzelbaum in Straßenböschung, Alter: ca. 100-jährig. |             |
|      | KU_2.3-10 | 1 Rotbuche, 1 Blutbuche                     | Bei Delling am Gemeindehaus 51° 2′ 51″ N, 7° 18′ 27″ O                              | Die Schutzausweisung der Bäume erfolgt aufgrund ihrer landeskundlichen Bedeutung, besonderen örtlichen Eigenart und Schönheit. |             |
|      | KU_2.3-11 | Ehemaliger Steinbruch bei Dürscheider Hütte | bei Dürscheider Hütte 51° 0′ 7″ N, 7° 13′ 8″ O                                      | Die Schutzausweisung erfolgt zur Erhaltung und Entwicklung eines aufgelassenen Steinbruchs. Das Geotop ist im Geotopkataster unter dem Objekt GK 4909-008 Ehemaliger Steinbruch an der Dürscheiderhütte, südl. Dürscheid erfasst. |             |

### Leichlingen
Die Naturdenkmale im Außenbereich von Leichlingen sind im Landschaftsplan „Burscheid und Leichlingen“ im Satzungsbeschluss April 2014 festgelegt.
| Bild | Nr.        | Bezeichnung des Naturdenkmals                            | Lage                                                      | Beschreibung | Anmerkungen |
| ---- | ---------- | -------------------------------------------------------- | --------------------------------------------------------- | --- | ----------- |
|      | LE_2.3-01  | Kieshügel östlich vom Autobahnkreuz Langenfeld           | „Leichlinger Sandberge“ nördl. Leichlingen-Kellerhansberg | Das Naturdenkmal wird zur Erhaltung der stark reliefierten Kieshügel mit Birken-Eichenwald-Vegetation und offenen, weitgehend vegetationsfreien Sand- und Kiesabbruchkanten, geschützt. Wertvoll insbesondere für erdgrabende Insekten im Bereich der Steilwände sowie für sandliebende Insekten und Spinnen. Ehemaliger Sand-Kiesabbau mit vegetationslosen Sand-Steilwänden und reliefreichem Waldbereich. Das Gebiet stellt ein wertvolles geowissenschaftliches Objekt dar. |             |
|      | LE_2.3-01a | Kieshügel östlich vom Autobahnkreuz Langenfeld           | „Leichlinger Sandberge“ nördl. Leichlingen-Kellerhansberg | Das Naturdenkmal wird zur Erhaltung der reliefierten Kieshügel und der ehemaligen Sand- und Kiesabbaufläche geschützt. Ehemaliger Sand-Kiesabbau mit vegetationslosen Sand-Steilwänden und reliefreichem Waldbereich. Das Gebiet stellt ein wertvolles geowissenschaftliches Objekt dar. |             |
|      | LE_2.3-02  | weißer Stein (Sandberg) in Trompete                      | Leichlingen-Trompete                                      | Das Naturdenkmal wird zur Erhaltung eines gebietstypischen Sandhügels der Heideterrasse, insbesondere zum Schutz und zur Erhaltung von TroEhemalige Abgrabung der Leichlinger Sandberge, insbesondere mit einer 5 m hohen, südexponierten Abgrabungswand, Trockenmagerstandorten und Altholz, geschützt. Schutzobjekt ist gleichfalls die hohe strukturelle Vielfalt, wertvoll insbesondere für Hecken- und Gebüschbrüter.                                                      |             |
|      | LE_2.3-03  | 1 Winterlinde (Tilia cordata) im Burghof Haus Vorst      | Südlich Leichlingen; Haus Vorst im Burghof                | Die Schutzausweisung erfolgt zur Erhaltung einer markanten, alten großkronigen, das Landschaftsbild prägenden Winterlinde. |             |
|      | LE_2.3-04  | 5 Winterlinden (Tilia cordata)                           | Quellmulde bei Leichlingen-St. Heribert.                  | Das Naturdenkmal wird zur Erhaltung des Landschaftsbild prägenden Baumbestandes in der Quellmulde, geschützt. |             |
|      | LE_2.3-05  | 1 Stieleiche (Quercus robur) am Siefenkopf bei Honnefeld | südöstlich Leichlingen-Witzhelden bei „Honnefeld“.        | Die Schutzausweisung erfolgt zur Erhaltung einer markanten, alten großkronigen, das Landschaftsbild prägenden Stieleiche. |             |

### Odenthal
Die Naturdenkmale im Außenbereich von Odenthal sind im Landschaftsplan „Odenthal“ im Satzungsbeschluss April 2018 festgelegt.
| Bild | Nr.       | Bezeichnung des Naturdenkmals                                                            | Lage                                                                                | Beschreibung | Anmerkungen |
| ---- | --------- | ---------------------------------------------------------------------------------------- | ----------------------------------------------------------------------------------- | --- | ----------- |
|      | OD_2.3-01 | mehrstämmige Eibe                                                                        | am Schöllerhof 51° 3′ 51″ N, 7° 8′ 31″ O                                            | Die Schutzausweisung erfolgt insbesondere aufgrund des Erscheinungsbildes, des hohen Alters und der landschaftsästhetischen Bedeutung. |             |
|      | OD_2.3-02 | Steinbruch am Märchenwald                                                                | nördlich von Altenberg 51° 3′ 31″ N, 7° 7′ 54″ O                                    | Die Schutzausweisung erfolgt zur Erhaltung und Pflege von gefährdeten Lebensräumen eines ehemaligen Steinbruchs und Geländeaufschlusses. Der Steinbruch ist im Geotopkataster enthalten: GK-4908-003. Der kleine aufgelassene Steinbruch am Zufahrtsweg zur Freizeitanlage „Märchenwald“ weist eine interessante Tonschiefer-Sandstein-Wechsellagerung auf und stellt ein Sonderbiotop dar. |             |
|      | OD_2.3-03 | Rosskastanienallee                                                                       | nördlich von Strauweiler 51° 2′ 36″ N, 7° 7′ 32″ O                                  | Die Schutzausweisung erfolgt vorrangig zur Erhaltung des Landschaftsbild prägenden Baumbestandes sowie aufgrund der besonderen Ausprägung in einen kulturhistorischen Landschaftsraum, der herausragenden Schönheit und Landschaftsbildfunktion. |             |
|      | OD_2.3-04 | Rosskastanienallee                                                                       | zwischen Menrath und Strauweiler 51° 2′ 27″ N, 7° 7′ 25″ O                          | Die Schutzausweisung erfolgt vorrangig zur Erhaltung des Landschaftsbild prägenden Baumbestandes sowie aufgrund der besonderen Ausprägung in einen kulturhistorischen Landschaftsraum, der herausragenden Schönheit und Landschaftsbildfunktion. |             |
|      | OD_2.3-05 | Hohlweg mit Laubgehölzstreifen                                                           | östlich von Busch 51° 2′ 39″ N, 7° 11′ 5″ O                                         | Die Schutzausweisung erfolgt zur Erhaltung einer landschaftsbildprägenden, in diesem Naturraum selten erhaltenen, ein- bis mehrreihigen und Gehölzstruktur aus mittlerem bis starkem Baumholz als bereicherndes Strukturelement. Die Schutzausweisung bezieht sich auf den Hohlweg mit den zugehörigen Vegetationsstrukturen und abiotischen Strukturelementen.                             |             |
|      | OD_2.3-06 | Rosskastanie                                                                             | nördlich von Pistershausen bei Meutemühle 51° 2′ 16″ N, 7° 11′ 12″ O                | Die Schutzausweisung erfolgt insbesondere aufgrund des Erscheinungsbildes, des hohen Alters und der landschaftsästhetischen Bedeutung. |             |
|      | OD_2.3-07 | Geländeerhebung mit einer Blutbuche, einer Stieleichen-Baumreihe und weiteren Laubbäumen | südlich von Steinhaus 51° 1′ 58″ N, 7° 9′ 57″ O                                     | Die Schutzausweisung erfolgt aufgrund der besonderen Ausprägung in einen kulturhistorischen Landschaftsraum, der herausragenden Schönheit und Landschaftsbildfunktion. Die Schutzausweisung bezieht sich auf die Geländeerhebung und die darauf sowie direkt angrenzend stehenden Baumbestände sowie die südlich angrenzende Stieleichen-Baumreihe.                                         |             |
|      | OD_2.3-08 | 2 Buchsbäume in Unterkirsbach                                                            | nördlich von Höffe 51° 1′ 35″ N, 7° 8′ 41″ O                                        | Die Schutzausweisung erfolgt insbesondere aufgrund des Erscheinungsbildes, des hohen Alters und der landschaftsästhetischen Bedeutung. Die Gewinnung von Palmzweigen war der ursprüngliche Grund für die Anpflanzung der beiden Buchsbäume und hat sie in ihrer Gestalt geprägt. Schädigungen der beiden Bäume sind aufgrund dieser Nutzung nicht zu erwarten.                              |             |
|      | OD_2.3-09 | Zwergenhöhle                                                                             | zwischen Herrenstrunden und Oberthal, südlich von Eikamp 51° 0′ 42″ N, 7° 11′ 12″ O | Die Schutzausweisung erfolgt insbesondere aus wissenschaftlichen und naturgeschichtlichen Gründen sowie wegen der Seltenheit und Eigenart. |             |

### Overath
Die Naturdenkmale im Außenbereich von Overath sind im Landschaftsplan „Südkreis“ im Satzungsbeschluss März 2008 festgelegt.
| Bild | Nr.      | Bezeichnung des Naturdenkmals | Lage                                            | Beschreibung | Anmerkungen |
| ---- | -------- | ----------------------------- | ----------------------------------------------- | --- | ----------- |
|      | OV_2.3-1 | Stieleiche bei Bernsau        | nördlich Bernsau                                | Die Schutzausweisung erfolgt zur Erhaltung einer sehr alten, besonders markanten Stieleiche. Der Stammumfang beträgt 6,3 Meter bei einer Baumhöhe von 25-28 Meter. |             |
|      | OV_2.3-2 | Linde bei Rappenhohn          | an der Rappenhohner Straße                      | Die Schutzausweisung erfolgt zur Erhaltung einer alten, markanten Linde. |             |
|      | OV_2.3-3 | Steinbruch bei Breidenassel   | südlich Breidenassel nördlich Lombachtal        | Die Schutzausweisung erfolgt zur Erhaltung und Entwicklung eines aufgelassenen Steinbruches. Das Naturdenkmal umfasst den aufgelassenen Steinbruch mit offenen, südexponierten Felswänden. Die zum Lombachtal angrenzende Blockhalde ist in das Naturschutzgebiet „Lombachtal“ einbezogen worden. |             |
|      | OV_2.3-4 | Eibe in Cyriax                | an der Klostermauer                             | Die Schutzausweisung erfolgt zur Erhaltung einer alten markanten Eibe. |             |
|      | OV_2.3-5 | Stieleiche bei Falkemich      | Straßen-/Wegekreuzung am Nordrand von Falkemich | Die Schutzausweisung erfolgt zur Erhaltung der Stieleiche am Wegekreuz |             |

### Rösrath
Der für Rösrath maßgebliche Landschaftsplan „Südkreis“ mit Satzungsbeschluss März 2008 weist keine Naturdenkmale im Außenbereich von Rösrath aus.

### Wermelskirchen
Die Naturdenkmale im Außenbereich von Wermelskirchen sind im Landschaftsplan „Wermelskirchen“ im Satzungsbeschluss Juni 2016 festgelegt.
| Bild | Nr.       | Bezeichnung des Naturdenkmals              | Lage                                     | Beschreibung | Anmerkungen |
| ---- | --------- | ------------------------------------------ | ---------------------------------------- | --- | ----------- |
|      | WK_2.3-01 | 3 Eichen (Quercus robur)                   | südlich von Kallenberg                   | Die Schutzausweisung erfolgt insbesondere aufgrund des Erscheinungsbildes, des hohen Alters und der landschaftsästhetischen Bedeutung. |             |
|      | WK_2.3-02 | 9 Blutbuchen (Fagus sylvatica f. purpurea) | in Wermelskirchen-Neuenhaus, am Friedhof | Die Schutzausweisung erfolgt insbesondere aufgrund des Erscheinungsbildes und der landschaftsästhetischen Bedeutung.                   |             |
|      | WK_2.3-03 | 3 mehrstämmige Buchen (Fagus sylvatica)    | im Wald südlich von Wöllersberg          | Die Schutzausweisung erfolgt insbesondere aufgrund des Erscheinungsbildes, des hohen Alters und der landschaftsästhetischen Bedeutung. |             |
|      | WK_2.3-04 | 2 Buchen (Fagus sylvatica)                 | im „Uhlsfeld“ bei Heidchen               | Die Schutzausweisung erfolgt insbesondere aufgrund des Erscheinungsbildes, des hohen Alters und der landschaftsästhetischen Bedeutung. |             |
|      | WK_2.3-05 | Einzelbaum Birne (Pyrus communis)          | östlich von Mittelberg/Bornesiefen       | Die Schutzausweisung erfolgt insbesondere aufgrund des Erscheinungsbildes, des hohen Alters und der landschaftsästhetischen Bedeutung. |             |